# Заворотній Олексій Тимофійович
Олексій Тимофійович Заворотній (24 листопада 1948, с. Сахновщина, Харківської області — 16 лютого 2025) — український актор, драматург, поет, сценарист і кінорежисер, заслужений артист України (1996), професор, член Національної спілки театральних діячів України, член Національної спілки письменників України.

## Життєпис
Народився у сім'ї службовця. У тому ж році батько Заворотній Тимофій Микитович був репресований і мати Заворотня Лідія Костянтинівна (учителька) залишилася із трьома малими дітьми на руках.
У 1968 році вступив до Харківського інституту мистецтв на акторський факультет, курс народного артиста Радянського Союзу, професора Леся Івановича Сердюка. Сценічну мову викладав Роман Черкашин.
Після закінчення інституту працював артистом у Запорізькому обласному музично-драматичному театрі. У 1978 був запрошений у Львівський академічний театр імені Марії Заньковецької. З 1984 працював артистом у Рівненському обласному музично-драматичному театрі.

## Творчість
У театрі та на телебаченні він створив понад 200 різнопланових, різнохарактерних ролей.
Заснував народний театр «Ярило» (1985), експериментальні студентські театри «Світовид» при Рівненському державному гуманітарному університеті (1998), «Чародій» при Національному університеті водного господарства та природокористування (2004), шкільні театри «Мельпоменята» з/ш ч. 23, (1999) та «Ліцеїст» Рівненського ліцею-інтернату (2005).
Писав вірші, інсценізації, композиції, сценарії, пісні, п'єси, навчальні посібники, статті. Його вистави та літературно-музичні композиції за творами Тараса Шевченка «І мертвим, і живим, і ненарожденним…», «Назар Стодоля», Л.Українки «Мріє — не зрадь!», «На полі крові», «Бояриня», С.Васильченка «На першій гулі» (втілена в Польщі, в Підляшші), Івана Франка «Лис Микита», «Каменяр», Олександра Олеся «По дорозі в казку», «З журбою радість обнялась», Василя Симоненка «Україно — ти моя молитва», Ліни Костенко «Струїли все — пора на карантин…», Івана Драча «Чорнобильська мадонна», Марка Твена «Архів Адама та Єви», композиції «Берестецька січа», «Крути», «Покрова», «Маруся Чурай», «УПА» та інші були показані на сценах Рівного, Полтави, Харкова, Одеси, Львова, Києва, Сахновщини та інших міст.
П'єса «Жарти бога Ярила» була поставлена народним театром «Ярило», студентами РДГУ та прочитана на Сахновщинському телебаченні. П'єса «Кому потрібне чуже горе?» втілена на сцені Рівненського облмуздрамтеатру та на рівненському радіо «Нова хвиля». П'єса «Голодомор тридцятих», за повістю А.Дімарова була втілена на сцені Рівненського облмуздрамтеатру. За цю виставу О. Заворотній став лауреатом Всеукраїнського фестивалю «Малих сцен».
У творчому доробку мав сучасні п'єси «Срібне весілля», «Красива ти квітка…», «Жарти бога Ярила», «Кому потрібне чуже горе?», «Неоголошена війна», «Чорнобильська мадонна» за однойменною поемою І.Драча, «Люблю такою, якою ти є…» за романом О.Чорногуза, кіносценарій про переселенців з Польщі «Погляд сльози» за однойменною повістю В.Мазаного та кіносценарій «Патріот» за повістю В. Основич-Мельника «Мій шлях до світла й волі», а також п'єси для дітей «Урок української казки», «Котигорошко», «Фарбований лис», «Голодний вовк», «Колобок», «Царівна Оленка й красуня Полонянка», «Кривенька качечка», «Телесик», «Котик і Півник», «Лисичка та Журавель», «Коза-дереза», «Їжачок і Зайчик» та інші.
Видав збірник своїх п'єс на історичну тему: «Аттіла», за романом «Меч Арея» І. Білика, «Івась та Ядвіга», за повістю «Заклятий скарб» М. Старицького, «Енеїда», за однойменною поемою І.Котляревського, «Козак Мамай серед монархів», за однойменною поемою Г. Яковенка, «Чого не гоїть огонь», за однойменним романом У. Самчука, «Голодомор тридцятих» за повістю «Голодні тридцяті» А. Дімарова, «Архів Адама та Єви» за однойменним романом М. Твена, «Гнівний Стратіон», за однойменним романом В.Земляка, «Поліщуки», за однойменним романом Б. Шведа, «Євангеліє», за «Євангелієм від Матвія», «Гальшка — княжна Острозька», «Берестецька січа», «Таємниця Клеванського замку», «Східні притчі про кохання».
«Шахразада» та інші.
Видав збірник своїх п'єс «П'єси»: Жарти Бога Ярила, Чорнобильська мадонна, Архів сімейства Адама, Срібне весілля, Кому потрібне чуже горе? Люблю такою, якою ти є, Красива ти квітка! Так я ж — пустоцвіт, Неоголошена війна, Євангеліє, І мертвим, і живим, і ненарожденним.
Інсценівки українських народних казок: Від чужого горя щастя не прибуде, Коза-дереза, Кривенька-качечка, Пан Коцький, Царівна Оленка та красуня Полонянка, Голодний Вовк, Колобок, Лисичка та Журавель, Казка про Котика та Півника, Як Лисичка Івана баштанника зробила царевичем, Їжак та Зайчик, Котигорошок, Лисичка-сестричка та Вовк-панібрат, Телесик.
Вийшли у світ збірки його віршів «Для чого я живу…» та «Вогонь душі». Його вірші друкуються в пресі, звучать по всеукраїнському та обласному радіо й телебаченню.
Створив цикл теле та радіо передач із режисерами А.Худобець, Ю.Дзюбою, М.Шевченком, В.Робочеком, М.Березою, В.Рябунцем, О.Красовою, В.Островським та іншими. Твори Тараса Шевченка у виконанні ОЛексія Заворотнього звучать по радіо та телебаченню, на майдані Незалежності в Рівному, в Органному залі обласної філармонії, у Києві, Харкові, Полтаві, Львові, Одесі, Тернополі, Мукачеві, Острозі, Дубні, Сарнах, Пересопниці, Сахновщині та інших містах і селищах.
Понад 80 разів читав літературні твори на Національному радіо «Промінь» у Києві, на Рівненському державному радіо. Бере участь у Всеукраїнських конкурсних радіопередачах.
Понад 70 разів брав участь у телепередачах на каналі Рівненської державної телерадіомовної компанії, у Новинах Рівненщини, Національному телебаченні України та у Всесвітньому супутниковому телерадіомовленню.
Працюючи у Львівському театрі імені М.Заньковецької, знімався в багатьох телефільмах.
У 1995 році доцент РДГУ Марія Ігнатюк зробила телефільм за творами Тараса Шевченка «Свою Україну любіть», де Олексій Заворотній створив роль Шевченка.
У 1999 році в театрі-студії «Світовид» поставив виставу «Назар Стодоля» за п'єсою Тараса Шевченка.
Весною 2003 в Запорізькому обласному музично-драматичному театрі створив літературно-музичну композицію за творами Тараса Шевченка «В сім'ї вольній, новій». Підготував артистів Запорізького театру до Всеукраїнського конкурсу читців імені Лесі Українки, на якому вони стали дипломантами. У тому ж році в Запорізькому театрі зіграв роль Нестора Махна у виставі «Нестор Махно» за п'єсою Л.Томá та І.Бόриса. 19-20 травня 2003 року показали цю виставу в Національному академічному драматичному театрі імені І.Франка, м. Київ.
За роль Нестора Махна О.Заворотній нагороджений Дипломом вищої театральної нагороди Придністров'я «Січеславна — 2003» в номінації «Найкраща чоловіча роль».
Був автором сценарію, режисером-постановником та учасником літературно-мистецьких вечорів, які були присвячені 100-річчю від дня народження У.Самчука, «Український Гомер ХХ століття», 135-річчя від дня народження Лесі Українки, 150-річчю від дня народження І. Я. Франка, Т. Г. Шевченка, І.Багряного, О.Теліги, О.Ольжичу, М.Вінграновського, до свят Покрови та свят в селі Пересипниця, 90-річчю заснування музею «Козацькі могили» під Берестечком, Дню Конституції України, 65 річчя УПА, 90-річчя «Просвіти», 110-річчя від дня народження Бориса Тена (М.Хомичевського), 90-річчя трагедії під Крутами, річницям Чорнобильської катастрофи та багатьох інших. У вечорах брали участь артисти театру, філармонії, кобзарі, студенти кафедри театральної режисури та творчі кафедри Інституту мистецтв РДГУ.
Брав участь у понад 800 творчих мистецьких заходах.
У 2003 був режисером-постановником художнього фільму «Назар Стодоля» за однойменною п'єсою Т. Г. Шевченка.
У 2012 був режисером-постановником художнього фільму «Бурштинова казка у новорічну ніч» за ідеєю та сценарієм Віктора Булиги: За цей фільм на Всеукраїнському кінофестивалі «КіТИ» («Кіно і ТИ») став лауреатом у номінації «Приз глядацьких симпатій».
У 2012—2014 був режисером-постановником короткометражних фільмів «Поліська повстанка» та «Щоб люди знали правду…»; трьохсерійного художнього фільму «Пам'ятаймо!..» за книгою Наталії Негребецької «Дороги долі».
Був головою журі на Всеукраїнському конкурсі читців імені Лесі Українки, у рамках свята літератури і мистецтва «Лесині джерела», був головою журі конкурсу читців, імені Олени Теліги. Неодноразово був членом та головою журі багатьох оглядів-конкурсів читців та фестивалів.

## Наукова і педагогічна діяльність
З 2001 працював доцентом та професором на кафедрі театральної режисури в Рівненському державному гуманітарному університеті.
Опублікував навчальні посібники: «Грані педагогічної майстерності (педагогіка мистецької діяльності)», «Мистецтво живого слова», «Психофізична техніка та тренінг актора», «Виховання актора (від вправ до дії словом)», «Робота режисера над п'єсою та виставою», «Творчі та педагогічні майстерні митців театру».
Понад 30 наукових праць Олексія Заворотнього опубліковано у наукових виданнях Києва, Луцька, Луганська та Рівного. Розробив робочі програми з режисури та майстерності актора для різних курсів.
Підготував чотирнадцять лауреатів та дипломантів обласних та Всеукраїнських конкурсів і фестивалів.

## Громадська діяльність
Член Спілки театральних діячів України (1973), член Національної спілки письменників України (2013), Член-кореспондент та академік Академії культурної спадщини Українського козацтва, 2012 р., має козацький чин Генерал-хорунжий.

## Відзнаки
- 1996 — Заслужений артист України[3]
- Лауреат премії імені Лесі Українки
- 2003 — Почесний член «Просвіти» імені Тараса Шевченка
- 2005 — Лауреат «Нобельської премії» (2005)
- Лауреат кінофестивалю «КіТИ»
- Лауреат та дипломант багатьох фестивалів і конкурсів читців
- За роль Нестора Махна нагороджений Дипломом вищої театральної нагороди Придністров'я «Січеславна — 2003» в номінації «Найкраща чоловіча роль»